# The Wonderful Adventure
The Wonderful Adventure è un film muto del 1915 diretto da Frederick A. Thomson (come Frederick Thomson). La sceneggiatura, firmata da Rex Ingram, prende spunto dall'omonima commedia di Wilbur Lawson e dal suo romanzo dallo stesso titolo.

## Trama
Mazora, una danzatrice esotica, seduce Wilton Demarest, un ricco imprenditore, introducendolo ai piaceri dell'oppio. Ormai tossicodipendente, l'uomo chiede aiuto a un suo vecchio amico, Martin Stanley, che gli assomiglia in maniera impressionante e che prende il suo posto. Martin è un uomo serio e molto corretto e, trovandosi in intimità con Eleanor, la moglie di Wilton, la tiene a distanza. Viene smascherato da Eleanor, che si innamora di lui ma vuole sapere cosa sia successo al marito. Mazora, quando si accorge di quello che sta succedendo, minaccia di uccidere Martin ma, mentre sta per portare in porto il suo progetto, rimane incidentalmente uccisa. Martin porta Eleanor da Wilton, ma lo trovano morto per overdose. I due ora sono liberi di amarsi.

## Produzione
Il film fu prodotto dalla Fox Film Corporation.

## Distribuzione
Il copyright del film, richiesto da William Fox, fu registrato il 26 settembre 1915 con il numero LP6540.
Distribuito dalla Fox Film Corporation, il film - presentato da William Fox - uscì nelle sale cinematografiche statunitensi il 27 settembre 1915.
Non si conoscono copie ancora esistenti della pellicola che viene considerata presumibilmente perduta.